# Орден «За мужество»
Орден «За мужество» (укр. Орден «За мужність») — государственная награда Украины для награждения военнослужащих, сотрудников правоохранительных органов и иных лиц за личные мужество и героизм, проявленные при спасении людей, материальных ценностей во время ликвидации последствий чрезвычайных ситуаций, в борьбе с преступностью, а также в других случаях при исполнении воинского, служебного, общественного долга в условиях, связанных с риском для жизни. Автор знаков ордена — художник Николай Лебедь.

## История награды
- 29 апреля 1995 года Указом президента Украины Л. Д. Кучмы № 340/95 учреждены знаки отличия президента Украины «За мужество» — звезда «За мужество» и крест «За мужество». Указом также утверждены Положение и описание знаков отличия. В тот же день было учреждено отличие президента Украины «Именное огнестрельное оружие».
- 21 августа 1996 года Указом президента Украины Л. Д. Кучмы № 720/96 учреждён знак отличия президента Украины — орден «За мужество» I, II, III степени. Указом также утверждены Устав знака отличия и описание знаков ордена. К награждённым орденом «За мужество» были приравнены лица, награждённые знаками отличия президента Украины «За мужество» — звездой «За мужество» и крестом «За мужество»; прекращено дальнейшее награждение знаками отличия президента Украины «За мужество».
- 16 марта 2000 года Верховная Рада Украины приняла Закон Украины «О государственных наградах Украины», которым была установлена государственная награда Украины — орден «За мужество» I, II, III степени. Законом было предусмотрено, что его действие распространяется на правоотношения, связанные с награждением лиц, удостоенных знаков отличия президента Украины. Президенту было рекомендовано привести свои решения в соответствие с принятым Законом.

## Знаки отличия президента Украины «За мужество» — звезда «За мужество» и крест «За мужество»
Лица, награждённые знаками отличия президента Украины — звездой «За мужество», крестом «За мужество» приравниваются к награждённым орденом «За мужество» и признаются кавалерами ордена «За мужество», сохраняя право ношения вручённых им знаков отличия. В связи с учреждением в 1996 г. ордена «За мужество» прекращено награждение знаками отличия президента Украины — звездой «За мужество» и крестом «За мужество».

## Награждение ветеранов
Указом президента Украины Л. Д. Кучмы № 1329/99 от 14 октября 1999 года в ознаменование 55-й годовщины освобождения Украины от фашистских захватчиков, за мужество и самоотверженность, проявленные в борьбе с фашизмом в годы Великой Отечественной войны 1941—1945 годов было постановлено наградить знаком отличия президента Украины — орденом «За мужество»:
- лиц рядового, сержантского и старшинского состава — участников боевых действий в Великой Отечественной войне.

Указом президента Украины Л. Д. Кучмы № 1314/2003 от 18 ноября 2003 года в дополнение указа № 1329/99 было постановлено наградить орденом «За мужество»:
- партизан и подпольщиков — участников боевых действий в Великой Отечественной войне.

Указом президента Украины В. А. Ющенко № 161/2006 от 28 февраля 2006 года было распространено действие указа № 1329/99 в части награждения орденом «За мужність»:
- участников боевых действий в войне 1945 года с империалистической Японией.

## Статут ордена
1. Орденом «За мужество» награждаются граждане Украины, а также иностранные граждане и лица без гражданства.
2. Орден «За мужество» имеет три степени, высшей степенью ордена является І степень.
3. Награждённый орденом «За мужество» любой степени именуется кавалером ордена «За мужество».
4. Орден «За мужество» І степени имеет знак ордена — крест и звезду ордена, ІІ и ІІІ степени — только знак ордена.
5. Награждение орденом «За мужество» может быть произведено посмертно.
6. Лишение ордена «За мужество» может быть произведено президентом Украины в случае осуждения награждённого за тяжкое преступление — по представлению суда, на основании и в порядке, установленном законодательством.

## Описание

### Орден «За мужество» I степени

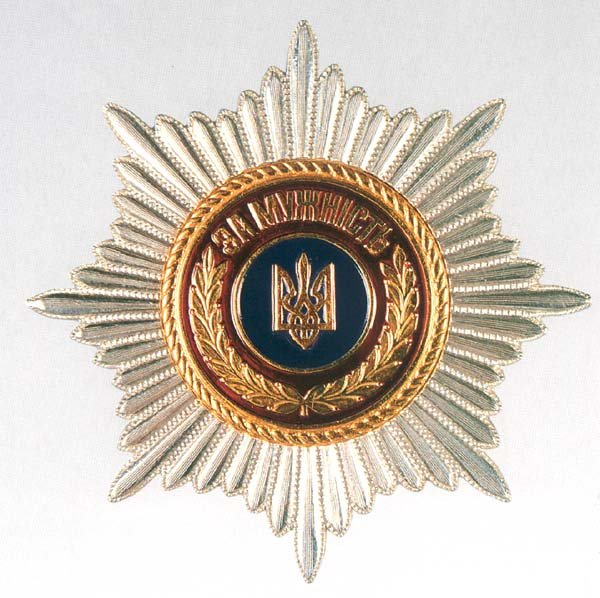
Звезда ордена I степени

Знак ордена «За мужество» І степени изготовляется из позолоченного серебра и имеет форму равностороннего креста, наложенного на лавровый венок. Крест покрыт белой эмалью, по периметру обрамлен металлическими позолоченными точками под бисер. Из-под креста расходятся два скрещённые меча остриём вниз. Посередине знака — синей эмалевый круг с изображением малого Государственного Герба Украины. В верхнем конце креста есть кольцо с ушком, сквозь которое протягивается лента для ношения знака ордена на шее.
Все изображения рельефные. Пружки креста, круг, венок, мечи, малый Государственный Герб Украины, ушко с кольцом — позолоченные.
Размер знака между противоположными концами креста — 54 мм.
Обратная сторона знака плоская, с выгравированным номером ордена.
Звезда ордена «За мужество» изготовляется из серебра и имеет форму восьмиугольной звезды с пучками расходящихся лучей. Посередине звезды размещён круглый медальон, покрытый темно-малиновой эмалью, в центре которого — синий эмалевый круг с изображением малого Государственного Герба Украины. В верхней части медальона, над кругом, — надпись: «За мужество», в нижней части, по бокам, — две лавровые ветки. Пружки медальона и круги двойные.
Все изображения и надписи — рельефные, позолоченные. Размер звезды между противоположными концами лучей — 63 мм.
Обратная сторона звезды плоская, с выгравированным номером и застёжкой для прикрепления звезды к одежде.

### Орден «За мужество» II степени
Знак ордена «За мужество» II степени изготовлен из серебра и имеет форму креста с широкими заострёнными концами. Посередине знака — равносторонний крест, покрытый белой эмалью, из-под которого расходятся два скрещённые меча остриём вниз. На кресте размещён круглый медальон, покрытый темно-малиновой эмалью, в центре которого — синий эмалевый круг с изображением малого Государственного Герба Украины. В верхней части медальона, над кругом, — надпись: «За мужество», в нижней части, по бокам, — две лавровые ветки. Пружки креста, медальона и круга, надпись, малый Государственный Герб Украины, лавровые ветки и мечи позолоченные. Все изображения — рельефные.
Размер знака между противоположными концами креста — 41 мм.
Обратная сторона знака плоская, с выгравированным номером ордена.
Знак при помощи кольца и ушка соединяется с прямоугольной колодкой, обтянутой шёлковой муаровой лентой.

### Орден «За мужество» III степени
Знак ордена «За мужество» III степени такой же, как и знак ордена «За мужество» II степени, но изготовлен из нейзильбера.
Лента ордена «За мужество» І степени шёлковая муаровая, синего цвета. По бокам, на расстоянии 2 мм от края, две белые продольные полоски, шириной 3 мм. Ширина ленты — 28 мм.
Лента ордена II и III степени шёлковая муаровая, синего цвета с продольными полосками: широкими — жёлтой посредине и двумя синими по бокам, узкими — малиновой и белой между ними и жёлтой по краям. Ширина ленты — 28 мм, ширина полосок: широких — по 7 мм и узких: белой — по 1,5 мм, жёлтой и малиновой — по 1 мм.
Колодка ордена «За мужество» представляет собой прямоугольную металлическую пластинку, обтянутую лентой. На колодке ордена «За мужество» II степени — позолоченный венок из растительного орнамента, диаметром 16 мм.
Размер колодки: длина — 45 мм, ширина — 30 мм.
На обратной стороне колодки — застёжка для прикрепления знака ордена к одежде.
Планка ордена «За мужество» представляет собой прямоугольную металлическую пластинку, обтянутую лентой. Размер планки: высота — 12 мм, ширина — 24 мм.
На ленте планки к ордену «За мужество» І степени — накладной крестик из жёлтого металла, к ордену II степени — накладной крестик из белого металла.

## Порядок ношения
- Орден «За мужество» І степени носится на шейной ленте ниже ордена Богдана Хмельницкого І степени.
- Звезда ордена «За мужество» I степени носится на левой стороне груди ниже наград на колодках (лентах) после звезды ордена «За заслуги» I степени.
- Орден «За мужество» ІІ, ІІІ степени носится на левой стороне груди после ордена Героев Небесной Сотни.